# Multi-Functional Transport Satellite
La série des satellites météorologiques géostationnaires MTSAT (Multifunctional Transport SATellite) japonais est exploité par le ministère du Territoire, des Infrastructures, des Transports et du Tourisme et l'Agence météorologique du Japon (JMA) pour couvrir l'hémisphère centrée à 140° E. Celle-ci inclut le Japon et l'Australie, les principaux utilisateurs de l'imagerie satellite. Ils remplacent le satellite GMS-5, connu comme Himawari 5 (ひ ま わ り : signifiant tournesol) et peuvent fournir des images en cinq bandes de longueur d'onde, une dans le visible et quatre dans l'infrarouge, y compris le canal de la vapeur d'eau. La caméra en lumière visible a une résolution de 1 km au point sous-jacent de l'équateur, alors que les caméras infrarouges ont 4 km.
Les MTSAT ont une charge utile destinée à la navigation aérienne et servent également de relais pour les messages des stations météorologiques automatiques en régions éloignées où d'autres moyens de communications sont impraticables. Ces satellites ont une vie utile de cinq ans. Les satellites MTSAT-1 et 1R sont construits par Space Systems/Loral. MTSAT-2 est construit par Mitsubishi Electric.

## MTSAT-1 et GOES-9

### Défaillance du tir
Le lancement du premier satellite de la série, MTSAT-1, par le lanceur H-II # 6, se conclut par un échec le 15 novembre 1999. Le lanceur et le satellite à bord sont détruits. Le satellite GMS-5 qu'il doit remplacer voit sa vie utile prolongée jusqu'au 1er avril 2003, puis le Japon se retrouve sans couverture météorologique.
Pour aider l'agence japonaise de météorologie, l'agence NOAA américaine positionne son satellite GOES-9 à 145° E, le 22 mai 2003.

### MTSAT-1R
MTSAT-1R (Himawari 6) est lancé par le lanceur H-IIA # 7 avec succès le 26 février 2005 à 09 h 25 TU et positionné à 140° E pour combler la couverture météorologique manquante. Il devient partiellement opérationnel le 28 juin 2005, les capteurs pour la météorologie sont fonctionnels mais l'utilisation pour la navigation aérienne demande d'avoir deux satellites pour la triangulation et ceci ne peut se faire car MTSAT-1 n'est pas sur poste. GOES-9 est mis hors service lorsque MTSAT-1R entre en fonction.
Sa voile solaire est conçue comme contrepoids à la rotation induite par sa voilure de panneaux solaires en ajustant son orientation, le tout permettant d'économiser du carburant pour les moteurs-fusées d'appoint de positionnement. Ceci permet d'étendre sa vie utile jusqu'au 28 novembre 2014. Il est en mode réserve depuis ce temps.

## MTSAT-2
MTSAT-2 (Himawari 7) est lancé par le lanceur H-IIA # 9 avec succès le 18 février 2006 à 06 h 55 TU et positionné à 145° E. Ses fonctions météorologiques sont mises en hibernation jusqu'en 2010 (retrait prévu de MTSAT-1R). Ses fonctions de communication et pour l'aviation sont utilisées avant cette date pour travailler de concert avec le satellite MTSAT-1R.
Le 5 novembre 2007, la JMA annonce un problème avec le système de contrôle d'attitude du MTSAT-2. Tout revient dans l'ordre le 7 novembre 2007, la cause se trouvant dans un des moteurs-fusées d'appoint du système. Un moteur-fusée de secours est utilisé pour résoudre le problème. Le MTSAT-2 est mis en réserve le 7 juillet 2015 avec la mise en service de Himawari 8.

## Stations de réception
Les stations au sol pour la réception des données des deux satellites se trouvaient à Kobe et Hitachiōta, au Japon.